# Komunikacja marketingowa
Komunikacja marketingowa – proces przekazywania informacji innym podmiotom i wymaga występowania sześciu elementów: źródła, komunikatu, kanału komunikacji, odbiorcy oraz procesu kodowania i dekodowania. Źródło informacji stanowi podmiot, który ma do przekazania jakąś informację, może to być na przykład jakaś firma. Komunikatem, będzie informacja wychodząca ze źródła, na przykład informacją o obniżkach cen, która będzie przekazywana przez kanały komunikacji (np. reklamę prasową). Odbiorcą będzie osoba, do której dotrze komunikat.